# Phú Lộc, Cần Thơ
Phú Lộc là một xã thuộc thành phố Cần Thơ, Việt Nam.

## Địa lý
Xã Phú Lộc có vị trí địa lý:
- Phía đông giáp xã Gia Hòa
- Phía tây giáp xã Vĩnh Lợi
- Phía nam giáp tỉnh Cà Mau
- Phía bắc giáp xã Lâm Tân và xã Tân Long.

Xã Phú Lộc có diện tích 80,15 km², dân số năm 2024 là 50.929 người, mật độ dân số đạt 635 người/km².
Xã Phú Lộc là giao nhau của Quốc lộ 1 và Quốc lộ 61B.

## Lịch sử
Năm 1926, Thực dân Pháp chia tỉnh Sóc Trăng thành 4 quận: Châu Thành, Kế Sách, Long Phú và Phú Lộc.
Năm 1932, Thống đốc Nam kỳ quyết định giải thể quận Phú Lộc.
Đến năm 1941, Thống đốc Nam kỳ quyết định thành lập lại quận Phú Lộc.
Sau Cách mạng tháng 8 năm 1945, quận Phú Lộc được gọi là quận Thạnh Trị.
Ngày 20 tháng 9 năm 1975, Bộ Chính trị ban hành Nghị quyết số 245-NQ/TW về việc hợp nhất tỉnh Cần Thơ (ngoại trừ huyện Thốt Nốt), tỉnh Sóc Trăng, tỉnh Trà Vinh, tỉnh Vĩnh Long thành một tỉnh, tên gọi tỉnh mới cùng với nơi đặt tỉnh lỵ sẽ do địa phương đề nghị lên.
Ngày 20 tháng 12 năm 1975, Bộ Chính trị ban hành Nghị quyết số 19/NQ về việc hợp nhất tỉnh Cần Thơ (bao gồm cả huyện Thốt Nốt của tỉnh Long Xuyên), tỉnh Sóc Trăng thành một tỉnh mới, tên gọi tỉnh mới cùng với nơi đặt tỉnh lỵ sẽ do địa phương đề nghị lên.
Ngày 24 tháng 2 năm 1976, Chính phủ Cách mạng lâm thời Cộng hòa miền Nam Việt Nam ban hành Nghị định số 3/NQ/1976 về việc hợp nhất tỉnh Cần Thơ, tỉnh Sóc Trăng và thành phố Cần Thơ thành một tỉnh mới, lấy tên là tỉnh Hậu Giang.
Ngày 7 tháng 7 năm 1982, Hội đồng Bộ trưởng ban hành Quyết định số 111-HĐBT về việc chia xã Thạnh Trị thuộc huyện Thạnh Trị thành xã Thạnh Trị và xã Thạnh Tân.
Ngày 16 tháng 9 năm 1989, Hội đồng Bộ trưởng ban hành Quyết định số 128-HĐBT. Theo đó:
- Thị trấn Phú Lộc có 2.403,26 ha diện tích tự nhiên và 15.492 nhân khẩu.
- Xã Thạnh Trị có 3.530,38 ha diện tích tự nhiên và 8.184 nhân khẩu.[10]

Ngày 26 tháng 12 năm 1991, Quốc hội ban hành Nghị quyết về việc chia tỉnh Hậu Giang thành tỉnh Cần Thơ và tỉnh Sóc Trăng.
Ngày 31 tháng 10 năm 2003, Nghị định số 127/2003/NĐ-CP về việc:
- Thành lập huyện Ngã Năm thuộc tỉnh Sóc Trăng.
- Thị trấn Phú Lộc và xã Thạnh Trị thuộc huyện Thạnh Trị.

Ngày 26 tháng 11 năm 2003, Quốc hội ban hành Nghị quyết số 22/2003/QH11 về việc chia tỉnh Cần Thơ thành thành phố Cần Thơ trực thuộc trung ương và tỉnh Hậu Giang.
Ngày 23 tháng 12 năm 2009, Chính phủ ban hành Nghị quyết số 64/NQ-CP về việc thành lập thị trấn Hưng Lợi thuộc huyện Thạnh Trị trên cơ sở điều chỉnh 1.947,19 ha diện tích tự nhiên và 11.901 người của xã Châu Hưng.
Tính đến ngày 31/12/2024:
- Thị trấn Hưng Lợi có 8 ấp: 8, 9, Bào Cát, Chợ Cũ, Chợ Mới, Giồng Chùa, Kinh Ngay 1, Xóm Tro 1.
- Thị trấn Phú Lộc có 11 ấp: 1, 2, 3, Bào Lớn, Công Điền, Nàng Rền, Phú Tân, Rẫy Mới, Thạnh Điền, Xa Mau 1, Xa Mau 2.
- Xã Thạnh Trị có 9 ấp: 22, Mây Dốc, Rẫy Mới, Tà Điếp C1, Tà Điếp C2, Tà Lọt A, Tà Lọt C, Tà Niền, Trương Hiền.

Ngày 12 tháng 6 năm 2025, Quốc hội ban hành Nghị quyết số 202/2025/QH15 về việc sắp xếp đơn vị hành chính cấp tỉnh (nghị quyết có hiệu lực từ ngày 12 tháng 6 năm 2025). Theo đó, sáp nhập tỉnh Hậu Giang và tỉnh Sóc Trăng vào thành phố Cần Thơ.
Ngày 16 tháng 6 năm 2025, Ủy ban Thường vụ Quốc hội ban hành Nghị quyết số 1668/NQ-UBTVQH15 về việc sắp xếp các đơn vị hành chính cấp xã của thành phố Cần Thơ năm 2025 (nghị quyết có hiệu lực từ ngày 16 tháng 6 năm 2025). Theo đó, thành lập xã Phú Lộc thuộc thành phố Cần Thơ trên cơ sở toàn bộ 19,44 km² diện tích tự nhiên, quy mô dân số là 16.618 người của thị trấn Hưng Lợi; toàn bộ 25,35 km² diện tích tự nhiên, quy mô dân số là 21.255 người của thị trấn Phú Lộc và toàn bộ 35,36 km² diện tích tự nhiên, quy mô dân số là 13.056 người của xã Thạnh Trị thuộc huyện Thạnh Trị, tỉnh Sóc Trăng.
Xã Phú Lộc có 80,15 km² diện tích tự nhiên và quy mô dân số là 50.929 người.